# Vortex (film 2021)
Vortex è un film del 2021 scritto e diretto da Gaspar Noé.  

## Trama
Una coppia anziana vive in un appartamento parigino pieno di oggetti, di ricordi, di libri. Lui è uno studioso di cinema che sta scrivendo un libro sulla relazione tra sogni e film, lei è una psicanalista in pensione, che comincia a patire i sintomi dell'Alzheimer. La loro lunghissima relazione poco a poco si disgrega mentre cercano per quanto possono di sostenere il figlio che ha problemi di tossicodipendenza.

## Distribuzione
Il film fu proiettato in anteprima al Festival di Cannes il 16 luglio 2021 per poi essere distribuito nelle sale cinematografiche francesi il 13 aprile 2022.
Nonostante la presenza di Dario Argento come protagonista maschile, il film non ha avuto una vera distribuzione italiana limitandone la visione ad alcune iniziative isolate come la settimana di aprile 2022 in cui è stato proiettato in originale con sottotitoli al cinema Troisi di Roma (successivamente altre proiezioni si sono svolte a Milano).
Dal 30 settembre 2022 è distribuito e disponibile su MUBI.